# 江昺崙
江昺崙（1986年—），綽號薑餅人，台灣社會運動人士，台大中文系學士、政大台文所碩士、台大台文所博士肄業。

## 經歷
江昺崙曾參與大埔事件和太陽花學運。也關注農民運動。
2014年中華民國直轄市長及縣市長選舉時，江昺崙在選舉公報得知無黨籍台北市長參選人趙衍慶後，2014年11月18日在小英教育基金會《想想論壇》撰寫散文〈200萬說一個故事：78歲台北市長候選人趙衍慶〉，並聯想到澎湖七一三事件，引發不少網友關切。但其故事所述之主角趙衍慶根本就沒有參與過澎湖713事件，全文純屬江昺崙涉及造假後之作品。
2014年11月20日，江昺崙在facebook回應，〈200萬說一個故事：78歲台北市長候選人趙衍慶〉的創作初衷是想把澎湖七一三事件的情境分享給讀者，也「是想要突顯過去這些老前輩走過大時代的苦難，白色恐怖對於人們造成了傷害」；他還說，該文內容也許是書寫筆觸的關係，有些部分過於文學性，產生了很多再詮釋的空間；最後他自認，該文「應是一份面對社會公評的文本，也是一次重新面對『人的歷史』的機會」。同日，《想想論壇》主編賴秀如表示，《想想論壇》希望每篇文章都能引起大家思考與討論，與選舉沒有任何關係，江昺崙的文章題材很多元，是可以接受檢驗的。江昺崙在facebook的回應文引發兩極化的回應。

## 著作
- （合著）《實踐哲學：青年讀史明》（台灣教授協會，2012）
- （合著）《島國關賤字：屬於我們這個世代、這個時代的台灣社會力分析》（左岸文化，2014）
- （合著）《這不是太陽花學運：318運動全記錄》（允晨文化，2015）
- （合著）《濁水長流：濁水溪社十週年紀念專書》（前衛出版社，2016）
- （合著）《終戰那一天：臺灣戰爭世代的故事》（衛城出版，2017）

## 外部連結
- 江昺崙的Facebook專頁